# Sto zvířat (album)
Sto zvířat je první CD album stejnojmenné skupiny Sto zvířat z roku 1993. Kromě CD verze vyšlo na audiokazetách a obsahuje mimo nových písní i některé písně z alba Sto zvířat, vydaného o rok dříve pouze na audiokazetách. Vydavatelem alba byl Bonton Music, a. s.
K albu byli přizvání i hosté: Vladimír a Richard Tesaříkovi (zpěv), Miloš Vacík (perkuse).

## Seznam skladeb
1. Divná čtvrť
2. Napospas
3. Psací stroj
4. Druhej den
5. Holič
6. Vdova
7. Diktafon
8. Čtyři chlápci
9. Loutka
10. Nákupy
11. Vrány
12. Pianista